# Stargazing (Travis Scott)
Stargazing (gestileerd als STARGAZING) is een single van de Amerikaanse rapper Travis Scott uit 2018. Het stond in hetzelfde jaar als eerste track op het album Astroworld.

## Achtergrond
Stargazing is geschreven door Mike Dean, Sonny Uwaezuoke, Brandon Whitfield, Cydel Young, Jacques Webster, Samuel Gloade, Brandon Korn en Jamie Lepe en geproduceerd door Sonny Digital, B Wheezy, 30 Roc en B. Korn. Met het nummer probeert de zanger de luisteraar mee te nemen in een "psychedelische trip". In het nummer worden verschillende referenties gemaakt naar drugs, met woorden als Purp en Blue Baby. Aan het eind van het nummer verteld de rapper dat hij is bevrijd van deze drugs door een meisje, waarmee hij verwijst naar zijn vrouw Kylie Jenner of zijn dochter. Voordat Scott het nummer uitbracht als single en op het album, liet de rapper het horen op het muziekfestival Rolling Loud in 2018. Het nummer was in veel landen in de hitlijsten te vinden. In Portugal, Canada, de Verenigde Staten, Denemarken, Nieuw-Zeeland, Noorwegen, Zwitserland en Australië stond het in de top 10 van de respectievelijke hitlijsten. In het Nederlands taalgebied was het een stuk minder succesvol. Het bereikte nog wel de Single Top 100, maar kwam niet in de Top 40 en zelfs niet in de Tipparade. In België bleef het in beide tiplijsten steken.